# KAI Surion
KAI Surion este un elicopter de transport mediu sud-coreean.

## Aeronave similare
- NHIndustries NH90
- Eurocopter AS532 Cougar
- Sikorsky UH-60 Black Hawk
- AgustaWestland AW149
- Mitsubishi H-60
- Harbin Z-9